# クカモンガ (アルバム)
『クカモンガ』（Cucamonga）は、アメリカ合衆国のレコーディング・エンジニアのポール・バフ（Paul C. Buff、1935年 - 2015年）とロック・ミュージシャンのフランク・ザッパが、1960年代前半に共同もしくは単独で制作に携わったシングル・レコードの収録曲を集めた編集アルバムである。1998年に14曲を収録してDel-Fi Recordsから発表され、2004年にライノ・エンタテインメントによって17曲入りとなって再発された。

## 解説

### 経緯
バフはカリフォルニア州クカモンガ（現ランチョ・クカモンガ）の出身のエンジニアで、レコーディングに興味をもって独学で技術を習得し、さらにギター、ベース、ドラムス、キーボード、サクソフォーンの演奏も学んだ。彼は1950年代後半、21歳の時にクカモンガにパル・レコーディング・スタジオ（本稿ではパル・スタジオと略する）を設立して、レコーディング機材を自らの手で改良し、サーフ・ミュージックやドゥーワップのシンガーやグループとマスター・テープを制作して、ハリウッドにあったキャピトル・レコード、Del-Fi Records、Dot Records、Original Soundなどのレコード会社に売り込んだ。
1958年6月にカリフォルニア州ランカスターの高校を卒業したザッパは、1959年にハリウッド近郊に移って音楽活動を続けた。彼はオンタリオに住んでいた1960年にロニー・ウィリアムスというギタリストに知り合い、ウィリアムスからパル・スタジオの事を教えられてバフに会った。その結果、彼は1961年6月から11月まで映画The World's Greatest Sinnerの音楽を書いてパル・スタジオで主題曲を録音し、引き続いてバフの下で働いてレコーディング技術を学んだ。

### 内容
本作はバフとザッパがパル・スタジオで制作に携わったシングル・レコードの中で、1963年にDonna RecordとOriginal Soundから発表された以下のレコードの収録曲を含む。

#### Donna Record
Donna Recordは、Del-Fi Recordsnの設立者兼所有者だったボブ・キーン（Bob Keane）が1956年に設立したレコード会社である。
- Bob Guy[12] - Dear Jeepers / Letters From Jeepers (Donna 1380)[13][14]
  - Bob Guy (spoken words), Frank Zappa (all the instruments)
  - Produced by Frank Zappa
- Baby Ray & The Ferns[15] - How's Your Bird? / The World's Greatest Sinner (Donna 1387)[16][17]
  - How's Your Bird? - Ray Collins (vocal), Paul Buff (piano), Dave Aerni (bass), Frank Zappa (everything else)
  - The World's Greatest Sinner - Frank Zappa (lead guitar), Dwight Bement (Keyboards, horns) etc.
  - Produced by Paul Buff
- The Heartbreakers[18] - Every Time I See You / Cradle Rock (Donna 1381)[19][14]
  - Recorded at Studio Masters in Hollywood[注釈 9]
- Paul Buff[2] - Slow Bird / Blind Man's Buff (Donna 1376）[20][17]
  - Paul Buff (all the instruments)
- The Pauls[2] - Cathy My Angel / 'Til September (Donna 1379)[21]
  - Paul Buff (all the instruments)

#### Original Sound
Original Soundは、カリフォルニア州の人気ディスク・ジョッキーだったアート・ラボー（Art Laboe）が1950年代末に設立したレコード会社である。
- The Penguins featuring Cleave Duncan[24] - Memories Of El Monte / Be Mine (Original Sound OS-27)[25][26]
  - Frank Zappa (vibraphone in Memories Of El Monte)
- The Hollywood Persuaders[27] - Tijuana Surf / Grunion Run (Original Sound OS-39)[28]
  - Paul Buff (all the instruments in Tijuana Surf), Frank Zappa (all the instruments in Grunion Run)
- Mr. Clean[29] - Mr. Clean / Jessie Lee (Original Sound OS-40)[30][31]
  - Ray Collins (vocal in Mr. Clean), Paul Buff (fuzztone bass in Mr. Clean), Allison Buff (backing vocal in Mr. Clean), Frank Zappa (all the instruments)
- The Rotations[32] - Heavies / The Crunchers (Original Sound OS-41)[33][31]
  - Paul Buff (all the instruments), Mike Dineri (saxophone in The Crunchers)
  - Produced by Frank Zappa

## 収録曲
| #   | タイトル                    | 作詞・作曲               | 名義                     |
| --- | --------------------------- | ------------------------ | ------------------------ |
| 1.  | 「Dear Jeepers」            | Frank Zappa              | Bob Guy                  |
| 2.  | 「Memories Of El Monte」    | Frank Zappa, Ray Collins | The Penguins             |
| 3.  | 「How's Your Bird?」        | Frank Zappa              | Baby Ray & The Ferns     |
| 4.  | 「World's Greatest Sinner」 | Frank Zappa              | Baby Ray & The Ferns     |
| 5.  | 「Every Time I See You」    | Frank Zappa, Ray Collins | The Heartbreakers        |
| 6.  | 「Cradle Rock」             | V. Galleges              | The Heartbreakers        |
| 7.  | 「Slow Bird」               | Paul Buff                | Paul Buff                |
| 8.  | 「Blind Man's Buff」        | Paul Buff                | Paul Buff                |
| 9.  | 「Tijuana Surf」            | Paul Buff                | The Hollywood Persuaders |
| 10. | 「Grunion Run」             | Frank Zappa              | The Hollywood Persuaders |
| 11. | 「Mr. Clean」               | Frank Zappa              | Mr. Clean                |
| 12. | 「Jessie Lee」              | Frank Zappa              | Mr. Clean                |
| 13. | 「Cathy My Angel」          | Paul Buff                | The Pauls                |
| 14. | 「'Til September」          | Dave Aerni, Paul Buff    | The Pauls                |
| 15. | 「Heavies」                 | Dave Aerni, Paul Buff    | The Rotations            |
| 16. | 「The Cruncher」            | Dave Aerni, Paul Buff    | The Rotations            |
| 17. | 「Letter from Jeepers」     | Frank Zappa              | Bob Guy                  |